# Какабаев, Халмамед
Халмаме́д Какаба́ев (1 июня 1939) — советский и туркменский кинорежиссёр и сценарист. Народный артист Туркменской ССР (1986).

## Биография
Окончил дирижерское отделение Туркменского музыкального училища и филологический факультет ТГУ в 1969 году.
В 1973 году окончил в Москве Высшие курсы сценаристов и режиссеров, дипломная работа — короткометражка «Мальчик с осликом».
Снимал фильмы как на современные сюжеты, так и об истории Туркмении и России.
Член ЦК КПСС в 1990—1991 годы.
Последние годы жизни преподавал режиссуру в Туркменском институте искусств.

## Избранная фильмография

### Режиссёр
- 1973 — Мальчик с осликом (к/м)
- 1975 — Цвет золота
- 1978 — Похищение скакуна
- 1981 — Вот вернётся папа...
- 1983 — Короткие рукава
- 1986 — Тайный посол
- 1989 — Сын

### Сценарист
- 1978 — Похищение скакуна
- 1981 — Вот вернётся папа...
- 1983 — Короткие рукава
- 1986 — Тайный посол (по роману Юрия Белова «Вода мёртвая и живая»)
- 1989 — Сын

## Награды
- 1979 — первая премия по разделу детских фильмов Всесоюзного кинофестиваля («Похищение скакуна»)
- 1980 — Государственная премия Туркменской ССР имени Махтумкули («Похищение скакуна»)
- 1982 — второй приз и диплом по разделу детских фильмов Всесоюзного кинофестиваля («Вот вернётся папа»)
- 1982 — Заслуженный деятель искусств Туркменской ССР
- 1982 — премия Ленинского комсомола — за разработку проблем нравственного воспитания в фильмах детей и юношества
- 1986 — Народный артист Туркменской ССР